# Cashback portál
Cashback portál je forma tzv. affiliate marketingu, spočívajícím v poskytování provizí inzerentem prostředníkovi za nákup, který jeho uživatelé realizují.
Cashback portály nabízí jednoduchý způsob, jak ušetřit při nakupování online. Tyto portály jsou založeny na vyplácení peněz zákazníkům formou provize za provedený nákup. Zákazník tak přijde z cashback portálu do vybraného internetového obchodu, kde nakoupí, a zpětně mu bude vráceno určité procento ze zaplacené částky („cashback“). Tyto vrácené peníze je možné pro zjednodušení označit za jakousi zpětnou slevu, kterou zákazník obdrží až po zaplacení zboží.

## Proč cashback portály vrací uživatelům peníze zpět
Cashback portál působí jako prostředník mezi zákazníkem a obchodem. Portál tak můžeme chápat jako místo, kde je umístěná inzerce internetových obchodů. Pokud je přes něj v některém z obchodů realizován nákup, obchod mu následně vyplatí provizi. O tyto peníze se pak portál rozdělí se zákazníkem a motivuje ho tak k využívání jeho služeb. Výše cashbacku se u každého eshopu liší, obvykle dosahuje od 2 do 10 %.
Jak je z výše uvedeného zřejmé, že vztah „zákazník-cashback portál-obchod“ je výhodný pro všechny jeho účastníky. Obchod získá zákazníka, který by jinak mohl nakoupit jinde nebo vůbec, a portál získá provizi. Z té mu část zbude jako zisk a část získá uživatel, který tak ušetří na svém nákupu. Dalo by se tak říci, že cashback portály jsou existenčně závislé na spokojenosti zákazníků, resp. jejich uživatelů.

## Jak to funguje
Prvním krokem na cestě za získáním cashbacku je registrace u cashback portálu, který nám bude při splnění všech podmínek peníze vyplácet. Pro úvodní registraci bývají zprvu vyžadovány pouze základní údaje, jako je jméno a email. Dodatečné informace jako číslo účtu jsou vyžadovány až v okamžiku, kdy si uživatel přeje peníze nechat reálně vyplatit.
Poté, co se člověk zaregistruje na cashback portálu, může po přihlášení vybrat z katalogu internetových obchodů vybrat ten, ve kterém chce realizovat nákup. Je nezbytné, aby uživatel přišel do vybraného obchodu přímo z odkazu na cashback portálu (zpravidla tlačítko „Koupit“, „Přejít do obchodu“ apod.). Obchod, totiž sleduje poslední webovou stránku, ze které jste přišli před realizací nákupu. Pokud tak nepřijdeme přímo přes odkaz na našem cashback portálu, obchod nevyplatí žádnou provizi a my nedostaneme odměnu ve formě cashbacku.
Když se dostaneme do obchodu, nákup probíhá již normálně, jak jsme zvyklí. Poté, co vybrané zboží nakoupíme, je nám s určitým zpožděním připsána na náš účet na cashback portálu slíbená částka, resp. cashback. Skutečné vyplacení peněz je podmíněno tím, že do 14 dnů po zakoupení zboží nevrátíme. Obchod se tak jistí před tím, že by vyplácel provize za nákupy, které byly ihned zrušeny a nic mu tak nepřinesly.
Zároveň mívají cashback portály vždy určitou minimální hranici, od které peníze vyplácejí. To znamená, že musíte mít na účtu u cashback portálu např. 500 Kč, aby vám peníze mohly být vyplaceny. Není to ale nutnou podmínkou a některé cashback portály vyplácí od 1 Kč.

### Podmínky
Podmínkou pro získání cashbacku je povolení tzv. cookies ve vašem internetovém prohlížeči. Na webu cashback portálu je zákazníkovi totiž do počítače uložena cookie, což je malý soubor, který informuje obchod o tom, že zákazník přišel z konkrétního cashback portálu a je třeba vyplatit provizi za realizovaný nákup. Pokud však uživatel má cookies zakázané, obchod nemá způsob, jak zjistit odkud přišel a žádná provize ani odměna zákazníkovi nemůže být vyplacena.
Od okamžiku přesměrování z cashback portálu do obchodu až po dokončení nákupu se tak nedoporučuje otvírat jiné webové stránky, jelikož by mohlo dojít k přepsání cookie a tím zprostředkovaně ke ztrátě cashbacku. Doba připisování provize se liší podle technického řešení cashbackového portálu a také podle toho, jak rychle je schopný provizi schválit partnerský obchod.

### Odlišnosti cashback portálů
Mezi hlavní rozdíly bezpochyby patří výše peněz vracených uživatelům, počet nabízených eshopů a minimální limit pro výběr nasbíraných odměn. Výše odměny se odvíjí především od filozofie daného portálu, jeho obchodního modelu, ale i schopnosti komunikace a vyjednávání s obchody, pro které je cashback poskytován. Postupem času se Cashbackové portály rozvinuly na sociálně motivované portály. Část peněz z nákupů se nevrací kupujícímu, ale tato částka je věnována na dobročinné účely.

## Historie a vývoj v zahraničí
Cashback portály se v zahraničí začaly objevovat již na konci minulého století. Mezi první patří americký Ebates, který byl založen v roce 1998 a spolu například s FatWallet patří i dnes mezi přední cashback portály v USA a Kanadě. Jako příklady evropských portálů můžeme zmínit například TopCashBack nebo Quidco, které jsou nejvýznamnějšími cashback portály ve Velké Británii a fungují od roku 2005, přičemž hlavní rozvoj zaznamenávají v posledních čtyřech letech.
O současné oblíbenosti této služby nemůže být pochyb vzhledem k tomu, že například TopCashBack má v současnosti více než 5,5 milionu uživatelů a Quidco více než 7 milionu. To podporuje i fakt, že tyto zahraniční portály nabízejí svým uživatelům na výběr řádově z tisíců obchodů, ve kterých mohou cashback získat.
Díky velkému počtu zákazníků si mohou zahraniční cashbackové portály dovolit vracet svým uživatelům dokonce až 100% z inzerentem vyplacené provize. To je však možné pouze díky ziskům z jiných forem reklamy umístěných na webových stránkách portálů a bonusových provizí od inzerentů, kterým cashback portál přivede velmi vysoký počet zákazníků. Jedná se o strategii, která by zajisté nebyla možná bez velké uživatelské základy.
Ve Velké Británii je podle průzkumů je cashback nejčastěji využíván u finančních produktů jako je pojištění, dále také DVD, vstupenky na různé akce a oblečení.

## Cashback portály v Česku
V České republice jsou cashback portály novinkou posledních let a nejsou tak ani zdaleka rozvinuté jako jejich zahraniční vzory. První cashback portály se začaly na tuzemském trhu objevovat v roce 2011. Postupně dochází k rozšiřování povědomí o jejich službách. Řada z nich se navíc snaží odlišit od ostatních dodatečnými bonusy ve formě odměny za registraci pro jejich nové uživatele a zároveň za doporučení tohoto nového uživatele.
Cashback portály se navíc snaží čím dál víc nabízet svým uživatelům i další slevy a zajímavé akce. Některé z nich tak poskytují rovněž kupony a upozorňují čtenáře na zajímavé slevy i z obchodů, ve kterých přímo nenabízí cashback.
V roce 2018 zažily výrazný rozmach na cashback portálech také letáky kamenných prodejen, především supermarketů, které lidé často hledají v online podobě. Výjimkou není ani nabídka finančních služeb. Cashback portály se tak snaží postupně rozšiřovat nabídku, nebýt omezené pouze nabídkou vrácení peněz z nákupu a tím pádem oslovit širší cílovou skupinu.

## Doplněk pro webové prohlížeče
Většina cashback portálů využívá doplněk pro webové prohlížeče, které návštěvníka eshopu upozorní, že lze na této stránce uplatnit cashback.
Doplněk lze zpravidla nainstalovat do nejrozšířenějších prohlížečů Mozilla Firefox a Google Chrome. Doplněk se po instalaci propojí s cashback portálem, několikrát denně dojde ke stažení aktuálního exportu nabízených obchodů s jejich nabídkou cashback odměn.
U doplňku lze rovněž zapnout funkci, která při vyhledávání přes internetový vyhledávač (např. Google, Seznam) zobrazuje aktuální nabídku obchodu (v případě, že je tento obchod mezi partnerskými obchody cashback portálu).
Technologicky je doplněk tvořen jako balíček souborů, které obsahují HTML, CSS a Javascript, doplněné o obrázky. Každý prohlížeč má své API, které se volá skrze Javascript.